# أدريان لونا
أدريان لونا (بالإسبانية: Adrián Luna) (12 أبريل 1992 في الأوروغواي - ) هو لاعب كرة قدم أوروغواني في مركز الهجوم. شارك مع منتخب الأوروغواي تحت 17 سنة لكرة القدم ومنتخب الأوروغواي تحت 20 سنة لكرة القدم. أما مع النوادي، فقد لعب مع إسبانيول وخيمناستيك طركونة وديفينسور سبورتينغ ونادي ساباديل وناسيونال مونتيفيديو وتيبورونيس روخوس دي فيراكروز وVenados F.C. ‏.

## وصلات خارجية
- أدريان لونا على موقع الاتحاد الدولي (مؤرشف)  (الإنجليزية)
- أدريان لونا على موقع قاعدة بيانات كرة القدم.إي يو (الإنجليزية)
- أدريان لونا على موقع Soccerway.com (الإنجليزية)
- أدريان لونا على موقع عالم كرة القدم.نت (الإنجليزية)
- أدريان لونا على موقع AS.com (الإسبانية)